# ASカンヌ
アソシアシヨン・スポルティーヴ・ドゥ・カンヌ（Association Sportive de Cannes Football (フランス語発音: [asɔsjɑsjɔ̃ spɔʁtiv də kan]), 一般的にはASカンヌ（AS Cannes）, 単にカンヌ（Cannes））は、フランス・カンヌに本拠地を置くサッカークラブ。
1902年、カンヌにて同名のスポーツクラブが設立。1907年にサッカー部門が発足した。
1932年に創設されたフランスサッカーリーグの参加チームの一つであり、1年目のシーズンで準優勝を飾っている。また同年には、初のタイトルであるフランスカップも獲得した。
育成には定評があり、ジネディーヌ・ジダン、パトリック・ヴィエラを始めとする多くのフランス代表を輩出した。
しかしながら、近年は長らく低迷し、1997-98シーズンを最後にトップリーグから遠ざかっている。2001-02シーズンにディビジョン・ドゥ、そして2010-11シーズンには財政難によりフランス全国選手権、と所属していたリーグを降格した。
2014年7月1日、DNCG（フランスサッカー経営管理総局）は225万ユーロまで膨れ上がったクラブの慢性的な負債を理由に7部への降格を申し渡した。

## タイトル

### 国内タイトル
- カップ: 1回
  - 1932

### 国際タイトル
なし

## 過去の成績
- 2006-2007　フランス全国選手権　12位
- 2007-2008　フランス全国選手権　13位
- 2008-2009　フランス全国選手権　4位
- 2009-2010　フランス全国選手権　9位
- 2010-2011　フランス全国選手権　5位
- 2011-2012　フランスアマチュア選手権　4位
- 2012-2013　フランスアマチュア選手権　2位
- 2014-2015　地中海地域リーグ・Division d'Honneur Regionale・グループA　2位　昇格
- 2015-2016　地中海地域リーグ・Division d'Honneur 2位
- 2016-2017　地中海地域リーグ・Division d'Honneur 1位　昇格
- 2017-2018　フランスアマチュア選手権2

## 歴代監督
- ルネ・マルシグリア　2003-2004
- ゲラール・ベルナルデ　2004-2006
- Michel Dussuyer　2006-2007
- Patrice Carteron　2007
- Stéphane Paille　2007-2008
- Patrice Carteron　2008-2009
- アルベール・エモン　2009-2011
- ヴィクトル・ズヴンカ　2011

## 歴代所属選手
- ベルナール・カソーニ 1978-1984
- ルート・クロル　1984-1986
- ズラトコ・ヴヨヴィッチ　1988-1989
- ジネディーヌ・ジダン　1988-1992
- フランク・デュリックス　1988-1994
- フランソワ・オマン=ビイク　1990-1992
- アリョーシャ・アサノビッチ　1991-1992
- アレン・ボクシッチ　1991-1992
- ルイス・フェルナンデス　1992-1994
- ヨアン・ミクー　1992-1996
- パトリック・ヴィエラ　1993-1995
- ダヴィド・ジェマリ　1994-1997
- ジョナサン・ゼビナ　1995-1998
- ペテル・リュクサン　1996
- セバスティアン・フレイ　1997-1998
- ジェラルド・ファネンブルグ　1997-1998
- ジュリアン・エスキュデ　1998-1999
- ボボ・バルデ　1998-1999
- ランドリー・ボンヌフォワ　2000-2001
- ガエル・クリシー　2002-2003
- ジュリアン・フォベール　2002-2004
- ヤン・コレル 2010-2011
- エリアス・ウザムクンダ 2010-2014